# کاری قرمز

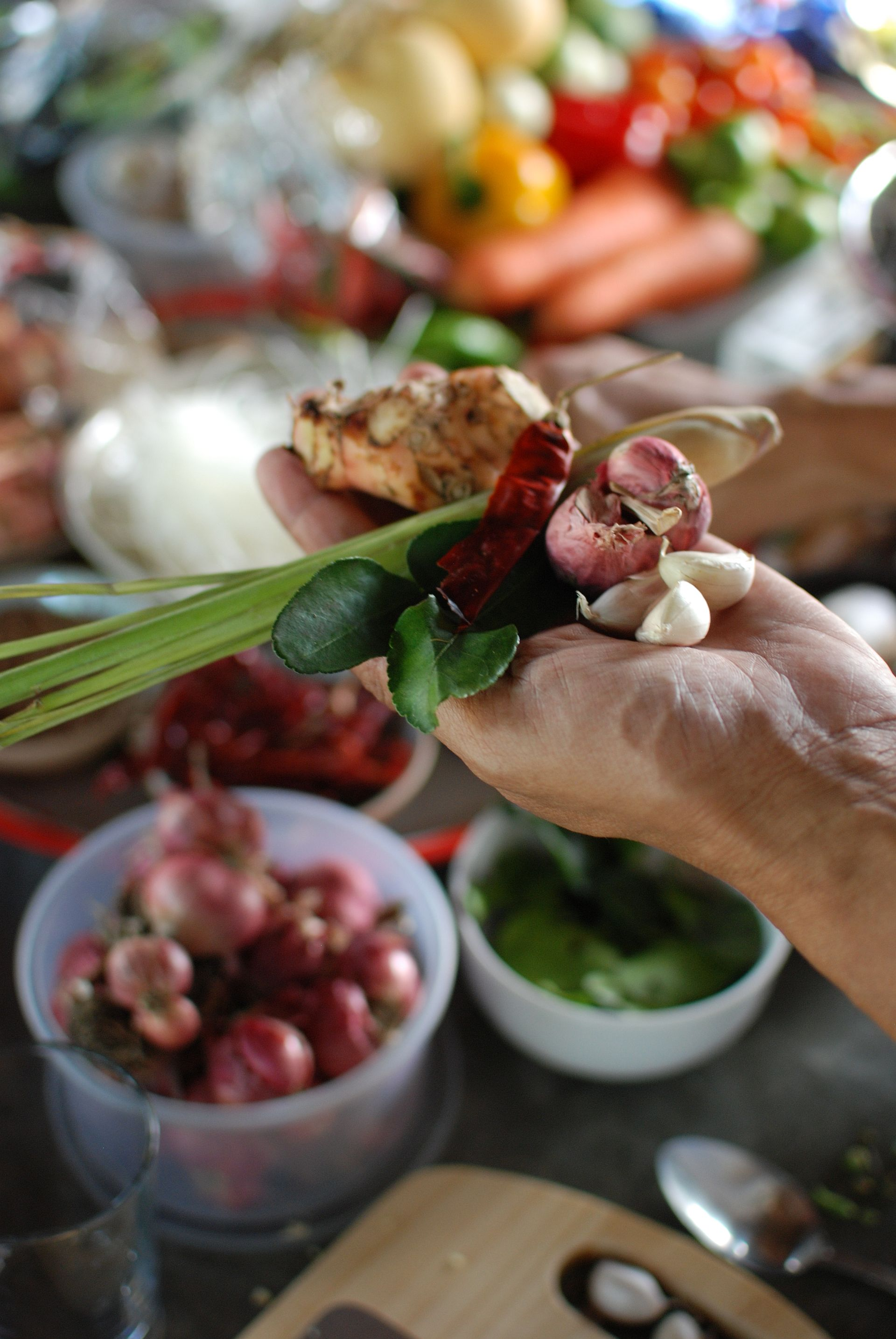
برخی از مواد لازم برای مخلوط کاری

کاری قرمز (تایلندی: แกงเผ็ด) یک غذای محبوب تایلندی متشکل از مخلوط کاری قرمز است که در شیر نارگیل پخته شده و سپس به آن مرغ یا گوشت گاو، گوشت خوک، اردک، میگو یا یک منبع پروتئین گیاهی مانند توفو اضافه می‌شود.

## مخلوط کاری قرمز
مخلوط پایهٔ سس کاری قرمز تایلندی (تایلندی: พริกแกงเผ็ด rtgs: prik gaeng ped) به‌طور سنتی در هاون تهیه می‌شود و در تمام طول فرایند تهیه مرطوب می‌ماند. رنگ قرمز کاری ناشی از فلفل ریز تند است. مواد تشکیل دهنده اصلی شامل فلفل تند قرمز خشک شده، سیر، پیاز کوچک، خسرودار، سس میگو، با نمک، پوست لیموی کفیر، تخم گشنیز، ریشه گشنیز، دانه زیره سبز و علف لیمو است. امروز مخلوط آماده کاری قرمز تایلندی در بازار تولید انبود شده و با مارک‌های مختلف در فروشگاه‌ها به فروش می‌رود.

## مواد تشکیل دهنده و آماده‌سازی
ابتدا مخلوط کاری قرمز در ماهی تابه با روغن پخت‌وپزی که به آن شیر نارگیل اضافه شده‌است سرخ می‌شود. سپس گوشت به عنوان منبع پروتئین به سس کاری اضافه می‌شود. انواع گوشت می‌تواند با کاری قرمز استفاده شود از جمله مرغ، گوشت گاو، گوشت خوک، میگو، اردک یا حتی گوشت‌های غیرمعمولی مانند قورباغه و مار. رایج‌ترین نوع گوشت مرغ، گوشت خوک و گوشت گاو است. گوشت به قطعات کوچک بریده می‌شود. سایر مواد افزودنی شامل سس ماهی، شکر و برگ‌های لیموی کفیر، بادمجان تایلندی، شاخهٔ بامبو و ریحان تایلندی می‌باشد.
توفو یا سبزیجات مانند کدو تنبل می‌توانند برای گیاهخواران جایگزین گوشت استفاده شوند.
این غذا به‌طور معمول قوامی شبیه به یک سوپ دارد و در کاسه و در کنار برنج سرو می‌شود.